# Norrala socken
Norrala socken ligger i Hälsingland, ingår sedan 1971 i Söderhamns kommun och motsvarar från 2016 Norrala distrikt.
Socknens areal är 171,83 kvadratkilometer, varav 161,05 land. År 2011 fanns här 3 537 invånare. Socknen har två kyrkor: Norrala kyrka och Vågbrokyrkan. 

## Administrativ historik
Norrala socken har medeltida ursprung. 
Vid kommunreformen 1862 övergick socknens ansvar för de kyrkliga frågorna till Norrala församling och för de borgerliga frågorna bildades Norrala landskommun. Landskommunen utökades 1952 och uppgick 1971 i Söderhamns kommun. Församlingen uppgick 2013 i Norrala-Trönö församling.
1 januari 2016 inrättades distriktet Norrala, med samma omfattning som församlingen hade 1999/2000.
Socknen har tillhört fögderier, tingslag och domsagor enligt vad som beskrivs i artikeln Hälsingland.  De indelta båtsmännen tillhörde Första Norrlands förstadels båtsmanskompani.

## Geografi
Norrala socken ligger vid kusten närmast norr om Söderhamn och kring Norralaån. Socknen har dalgångbygd utmed ån, flack kustbygd i öster och sjörik småkuperad skogstrakt i väster.
Orten Vågbro, tre km norr om Söderhamns centrum, är numera en del av Söderhamns tätort.
Norrala gränsar i öst mot Bottenhavet och i väster till Trönö socken.

## Sevärdheter
Bland sevärdheterna märks:
- Skärså fiskeläge (bild).
- Kungsgården med anor från 1200-talets slut som husaby under Uppsala öd, med Kungsgårdens Gästgifveri där den ursprungliga kungsgården stått.
- Vasamonumentet i Kungsgården där Gustav I (Vasa) på tingshögen manade hälsingarna påsken 1521 att ansluta sig på hans sida i resningen mot den danske Kristian II.
- Kulturstigen i Kungsgården.
- Norins smedja, med sommaraktiviteter.
- Runstenen från 1000-talet på Norrala kyrkogård.
- Gravhuset över helge bror Staffan, Hälsinglands apostel, som redan i Prosaiska krönikan från 1400-talet anges ha lidit martyrdöden här på 1000-talet.
- Den stora dalgång där huvudbebyggelsen ligger längs dalgångens kanter. De otaliga ladorna är karakteristiska för det äldre ladulandskapet, som till viss del försvunnit i övriga hälsingesocknar.
- Kyrkan, en av de största empirekyrkorna på landsbygden i Sverige.
- Relikskrinet från 1100-talets slut.

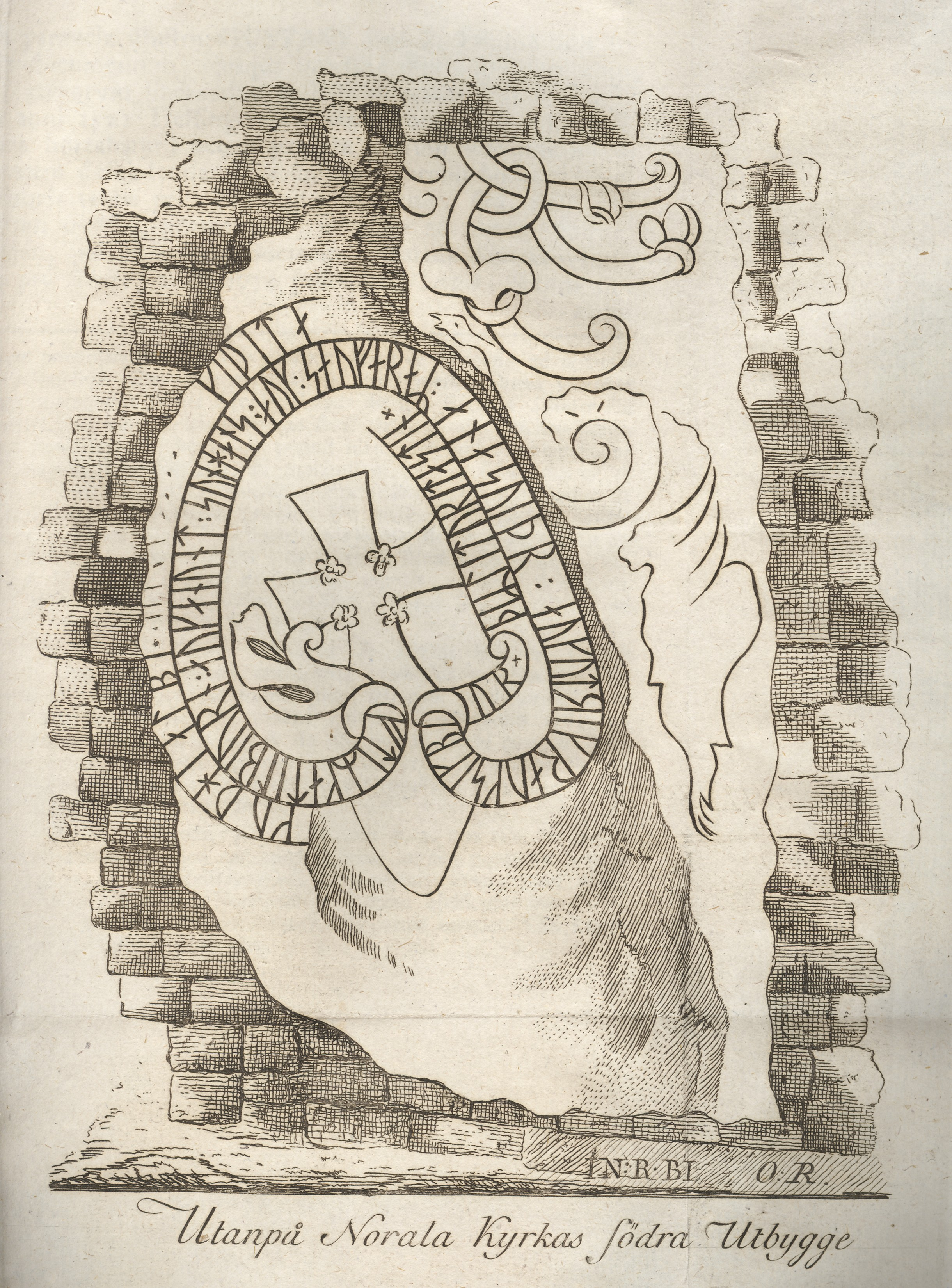
Hälsinglands runinskrifter 2

## Fornlämningar
Från förhistorisk tid finns åtminstone 65 kuströsen på strandnivåer från bronsåldern och äldre järnåldern. Från järnåldern finns cirka 55 gravhögar bevarade. Det finns belägg för en hög frekvens av bortfraktning av gravar i den södra grannsocknen Söderala och tidiga belägg för ut- och bortgrävningar av gravhögar finns också för Norralas del. Den serie storhögar som på 1800-talet finns redovisade i den inre delen av dalgången vid den fornhistoriska kustlandsvägen Norrstigen är nu med något undantag bortodlade jämte ett gravfält av okänd storlek; se Norrala kungsgård. Gravfältet i Borg med gravhögar från 500-talet in på 800-talet grävdes till större delen ut 1960. Där påträffades i en stormansgrav från folkvandringstid den s.k. Norralamannen.
Det fyndtäta området kring byn Borg utgör södra hörn i vad som har tolkas som ett triangelformat självständigt småkungarike i mellannorrland, baserat på analys av arkeologisk fyndtäthet gjord av arkeologen Per H. Ramqvist. Riket nådde till Mjälleborgen (vid Östersund) i norr och Gene (vid Örnsköldsvik) i väster.
Gravfältet i Borg är det enda gravfält i Hälsingland där man kan belägga en kontinuitet, som sträcker sig från tiden före den omfattande kollaps av de samhälleliga strukturerna i övriga mellannorrland och som arkeologiskt kan beläggas ha inträffat vid slutet av folkvandringstiden på 500-talet, till efter den omfattande sekellånga nedgången. De båda runstensfragmenten Hälsinglands runinskrifter Hs 3 och Hs 4 från 1000-talet påträffades i Borg. Runstenen eller runstenarna har möjligen rests av en lokal elit i syfte att manifestera en tidigare maktstruktur och därigenom befästa sin egen suveräna ställning. Byn Borg har fått sitt namn efter en ås som löpte längs den gamla kustvägen.
I Norrala kyrka ska enligt en på 1400-talet belagd tradition Hälsinglands apostel Staffan vara begravd under Staffans stupa.  På kyrkogården finns södra Hälsinglands enda bevarade runsten (enligt Runverkets signum Hälsinglands runinskrifter 2). Två runstensfragment (Hälsinglands runinskrifter 3–4) har dessutom påträffats i byn Borg nära det gravfält där Norralamannen senare påträffades.

## Namnet
Slutleden i sockennamnet, som 1314 skrivs Norale, är en gammal dativform i singularis, ali av en rekonstruerad nominativform *al. Dativen användes i fornsvenskan för att uttrycka belägenhet (”i *al”). Det namn som på 1300-talet används för hela södra Hälsingland, Alir, är en nominativform i pluralis och hänger antagligen samman med sockennamnet och namnet på Norralabyn Ale (ännu på 1700-talet uttalat Ali) i den inre delen av den dalgång där huvuddelen av Norralas förhistoriska bebyggelse låg. Namnets betydelse är omtvistad.

## Befolkningen
Befolkningen i Norrala socken har delvis kartlagts av Urban Sikeborg. Resultatet, en webbdatabas som omfattar främst tiden 1689–1814, finns publicerad i sin helhet på webbportalen Rötter under namnet Familjer i Norrala.

## Befolkningsutveckling
| Befolkningsutvecklingen i Norrala socken 1750–1990                                                       | Befolkningsutvecklingen i Norrala socken 1750–1990 | Befolkningsutvecklingen i Norrala socken 1750–1990 | Befolkningsutvecklingen i Norrala socken 1750–1990 | Befolkningsutvecklingen i Norrala socken 1750–1990 |
| --- | -------------------------------------------------- | -------------------------------------------------- | -------------------------------------------------- | -------------------------------------------------- |
| |                                                    |                                                    |                                                    |                                                    |
| År |                                                    |                                                    | Folkmängd                                          |                                                    |
| 1750 | 1750                                               |                                                    | 870                                                |                                                    |
| 1760 | 1760                                               |                                                    | 955                                                |                                                    |
| 1769 | 1769                                               |                                                    | 1 031                                              |                                                    |
| 1780 | 1780                                               |                                                    | 1 063                                              |                                                    |
| 1790 | 1790                                               |                                                    | 1 109                                              |                                                    |
| 1800 | 1800                                               |                                                    | 1 311                                              |                                                    |
| 1810 | 1810                                               |                                                    | 1 410                                              |                                                    |
| 1820 | 1820                                               |                                                    | 1 466                                              |                                                    |
| 1830 | 1830                                               |                                                    | 1 642                                              |                                                    |
| 1840 | 1840                                               |                                                    | 1 772                                              |                                                    |
| 1850 | 1850                                               |                                                    | 1 838                                              |                                                    |
| 1860 | 1860                                               |                                                    | 1 926                                              |                                                    |
| 1870 | 1870                                               |                                                    | 1 978                                              |                                                    |
| 1880 | 1880                                               |                                                    | 2 435                                              |                                                    |
| 1890 | 1890                                               |                                                    | 3 150                                              |                                                    |
| 1900 | 1900                                               |                                                    | 3 682                                              |                                                    |
| 1910 | 1910                                               |                                                    | 3 491                                              |                                                    |
| 1920 | 1920                                               |                                                    | 3 308                                              |                                                    |
| 1930 | 1930                                               |                                                    | 3 340                                              |                                                    |
| 1940 | 1940                                               |                                                    | 3 027                                              |                                                    |
| 1950 | 1950                                               |                                                    | 2 715                                              |                                                    |
| 1960 | 1960                                               |                                                    | 2 809                                              |                                                    |
| 1970 | 1970                                               |                                                    | 2 811                                              |                                                    |
| 1980 | 1980                                               |                                                    | 3 213                                              |                                                    |
| 1990 | 1990                                               |                                                    | 3 515                                              |                                                    |
| Anm: Källor: Umeå universitet - Tabellverket 1749-1859, Demografiska databasen, CEDAR, Umeå universitet. |                                                    |                                                    |                                                    |                                                    |